# Angamos (Metro de Lima y Callao)
Angamos es la undécima estación de la línea 1 del Metro de Lima y Callao. Está ubicada en la intersección de las avenidas Aviación y Angamos Este, en el distrito de San Borja. La estación es elevada y su entorno es comercial.

## Historia
La estación fue inaugurada el 11 de julio de 2011, como parte de la extensión del tramo 1. En sus alrededores se encuentra el Coliseo Eduardo Dibós y el Instituto Nacional de Enfermedades Neoplásicas (INEN) además de centros comerciales de Real Plaza.

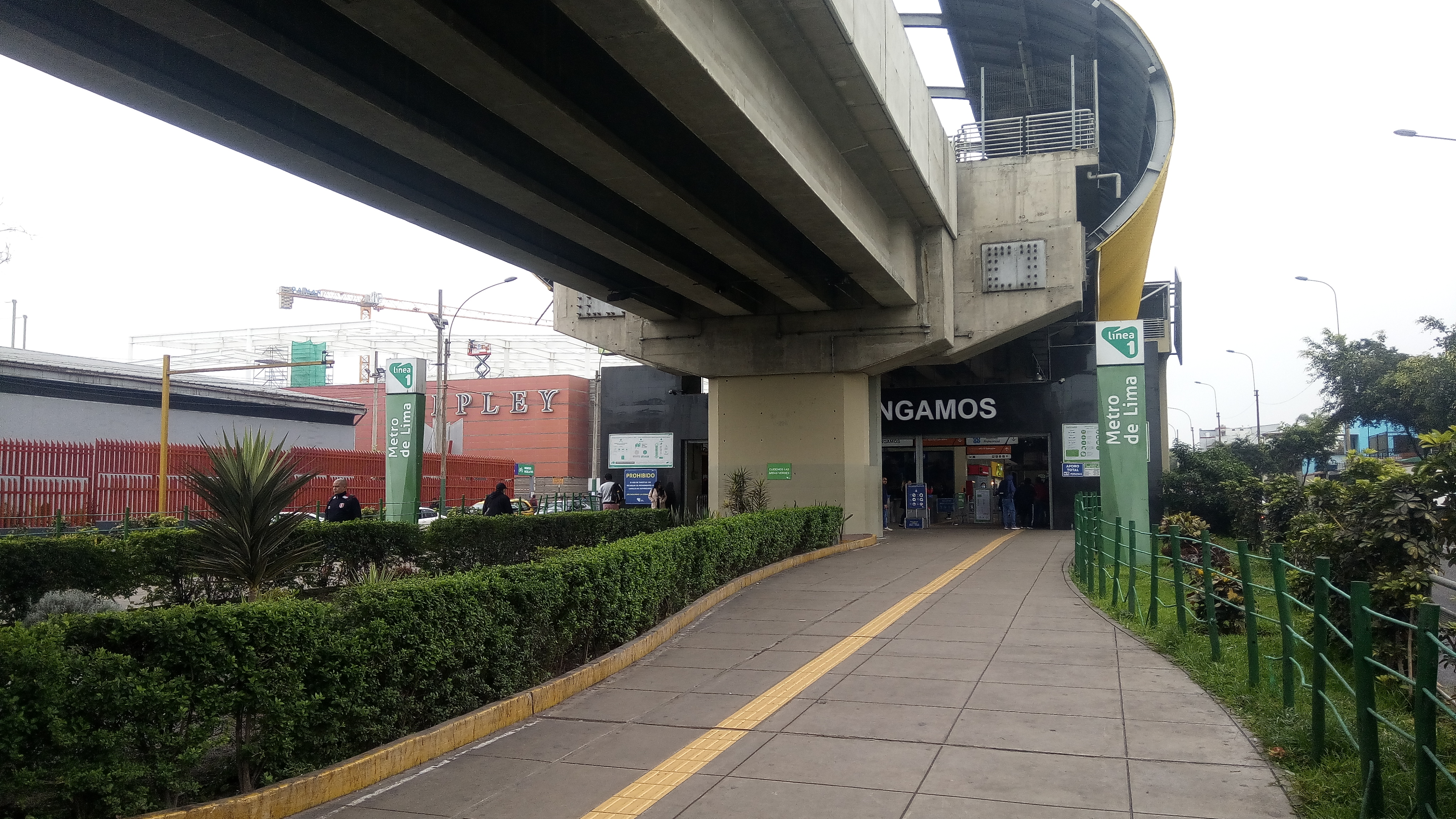
Entrada a la estación Angamos de la línea 1 del metro de Lima y Callao.

## Acceso
El acceso es único en el lado sur de la estación y se encuentra a nivel de calle.
La estación posee dos niveles; en el primero se encuentra la zona de torniquetes y boletería además de acondicionamientos con tiendas comerciales. En el segundo, las plataformas norte y sur están conectadas internamente por escaleras y ascensores provenientes del primer nivel.